# Juliet Berto
Pour les articles homonymes, voir Berto.
Juliet Berto, née Annie Lucienne Marie Louise Jamet, le 16 janvier 1947 à Grenoble et morte le 10 janvier 1990 à Breux-Jouy, est une actrice et réalisatrice française.

## Biographie

### Origines
Juliet Berto naît à Grenoble dans une famille aux revenus modestes. Son père était ouvrier d'usine et elle avait deux sœurs.

### Carrière
Après avoir rencontré Jean-Luc Godard à la projection de son film Les Carabiniers, Juliet Berto fait sa première apparition au cinéma, en 1967, dans le film Deux ou trois choses que je sais d'elle. Elle joue ensuite dans plusieurs autres films du réalisateur franco-suisse, La Chinoise, Week-end, Le Gai Savoir en 1969, où elle interprète « la fille de Lumumba et de la révolution culturelle », et Vladimir et Rosa.
Devenue la muse de Jacques Rivette, autre réalisateur de la Nouvelle Vague, elle joue dans Out 1 puis Céline et Julie vont en bateau dont elle est coscénariste, et Duelle. À la suite de ces tournages, elle dira : « Dans Out 1, nous avons improvisé pendant tout le tournage ; pour Céline et Julie, nous avons inventé le scénario avec lui, mais, au tournage, tout était élaboré ; Duelle ne nous laissait aucune liberté, sinon dans le jeu, à partir d'un texte précis et d'une mise en scène minutieuse. Chaque comédienne a un certain potentiel à offrir aux cinéastes, certains cinéastes n'en utilisent qu'une parcelle, et gâchent le reste. Rivette, lui, prend tout. Et nous permet de nous exprimer pleinement. Il m'a permis d'exprimer mes rêves et ma fantaisie. »
En 1973, le chanteur-écrivain Yves Simon lui dédie sa chanson et son album Au pays des merveilles de Juliet.
En 1974, elle commence la réalisation de Babar basses' mother, un ensemble de portraits, ce devait être un long métrage, mais, faute de moyens, ce sera un court-métrage.
En 1977, elle crée en France la pièce La Vie singulière d'Albert Nobbs, d'après George Moore dans une mise en scène de Simone Benmussa.
Dans les années 1980, elle se lance également dans l'écriture de scénarios et la réalisation. Son film Neige obtient d'ailleurs le Prix du jeune cinéma au Festival de Cannes en 1981.
En 1984, elle est filmée par Gérard Courant pour son anthologie cinématographique Cinématon dont elle est le numéro 441.

### Vie privée

#### Couple
Elle a été mariée au metteur en scène et acteur Michel Berto, avant de vivre avec Jean-Henri Roger avec lequel elle a réalisé ses deux premiers longs métrages.

#### Mort et hommages
Elle meurt d'un cancer du sein le 10 janvier 1990 à Breux-Jouy (Essonne), à l'âge de 42 ans. Elle est incinérée au crématorium du cimetière du Père-Lachaise, à Paris, puis ses cendres sont remises à sa famille.
En 2012, Jean-Claude Chuzeville et Sophie Plasse lui consacrent un film : Juliet Berto où êtes-vous ? (52 minutes) et en 2015, Gérard Courant a réalisé : Le Cinéma Le Trianon de Verneuil-sur-Avre célèbre Juliet Berto (49 minutes) dans le cadre de ses Carnets filmés.
En hommage à l'artiste, l'ancienne salle des concerts de Grenoble est rebaptisée salle Juliet-Berto en 1991. La salle « Juliet-Berto », salle municipale de 190 places, est gérée par la Cinémathèque de Grenoble.

## Filmographie

### Actrice de cinéma
- 1967 : Deux ou trois choses que je sais d'elle de Jean-Luc Godard : la fille parlant à Robert
- 1967 : La Chinoise de Jean-Luc Godard : Yvonne
- 1967 : Week-end de Jean-Luc Godard : une activiste
- 1967 : Juliet dans Paris de Claude Miller (court métrage) : Juliet
- 1968 : Le Gai Savoir de Jean-Luc Godard : Patricia Lumumba
- 1968 : Un été sauvage de Marcel Camus : Sylvie
- 1968 : Ciné-Girl de Francis Leroi : Régine
- 1968 : Fragments de Jean-Daniel Verhaeghe (inédit en salles)
- 1968 : Slogan de Pierre Grimblat : l'assistante de Serge
- 1968 : Roue de cendres (Wheels of Ashes) de Peter Emanuel Goldman : la fille qui joue au flipper
- 1969 : Je, tu, elles… de Peter Földes : la femme qui achète les hommes sur catalogue
- 1969 : Détruisez-vous de Serge Bard
- 1970 : Camarades de Marin Karmitz : Juliette
- 1970 : Vladimir et Rosa de Jean-Luc Godard : Juliet
- 1970 : Out 1 : Noli me tangere de Jacques Rivette : Frédérique
- 1970 : L'Escadron Volapük de René Gilson : Marguerite
- 1971 : La Cavale de Michel Mitrani : Annick Damien
- 1971 : Out 1 : Spectre de Jacques Rivette : Frédérique
- 1971 : L'Araignée d'eau de Jean-Daniel Verhaeghe
- 1971 : Camille ou la comédie catastrophique de Claude Miller (court métrage) : Camille
- 1972 : Les Petits Enfants d'Attila de Jean-Pierre Bastid : la réligieuse (non créditée)
- 1972 : Sex shop de Claude Berri : Isabelle
- 1972 : Les Caïds de Robert Enrico : Célia Murelli
- 1973 : Erica Minor de Bertrand Van Effenterre : Claude
- 1973 : Défense de savoir de Nadine Trintignant : Juliette Cristiani
- 1973 : Le Retour d'Afrique d'Alain Tanner : Juliet
- 1974 : Céline et Julie vont en bateau de Jacques Rivette : Céline
- 1974 : Le Mâle du siècle de Claude Berri : Isabelle
- 1974 : Le Milieu du monde d'Alain Tanner : Juliette
- 1974 : Le Protecteur de Roger Hanin : Nathalie Malakian
- 1975 : Claro de Glauber Rocha (également coproductrice)
- 1975 : Duelle de Jacques Rivette : Leni
- 1976 : Monsieur Klein de Joseph Losey : Jeanine
- 1977 : Roberte de Pierre Zucca : Petit F
- 1977 : Le Cinéma, c'est moi (es) (El ciné soy yo) de Luis Armando Roche
- 1978 : Bastien, Bastienne de Michel Andrieux : Catherine
- 1978 : L'Argent des autres de Christian de Chalonge : Arlette Rivière
- 1979 : Destins parallèles (moyen métrage) de Jean-Yves Carrée
- 1980 : Guns de Robert Kramer : Margot
- 1981 : Neige de Juliet Berto et Jean-Henri Roger : Anita
- 1981 : Moi, l'autre (pt) (Conversa acabada) de João Botelho : Helena
- 1982 : Cap Canaille de Juliet Berto et Jean-Henri Roger : Paule Baretto
- 1984 : La Vie de famille de Jacques Doillon : Mara
- 1984 : Une vie suspendue, ou L'Adolescente sucre d'amour (Gazl el banat)  de Jocelyne Saab : Juliette
- 1984 : Cinématon no 441 de Gérard Courant
- 1986 : Un amour à Paris de Merzak Allouache : Mona
- 1987 : Hôtel du Paradis de Jana Boková : une prostituée
- 1987 : Papillon du vertige de Jean-Yves Carrée Le Besque : Clarisse
- 1987 : Couple no 31 de Gérard Courant

### Actrice de télévision
- 1968 : Les Compagnons de Baal (mini-série TV) de Pierre Prévert, épisode La Nuit du huit de trèfle
- 1971 : Prière pour Éléna d'Abder Isker (téléfilm) : Clémentine
- 1972 : François Gaillard ou la vie des autres (série TV), épisode Madeleine de Jacques Ertaud : Madeleine Dirol
- 1974 : Histoires insolites (série TV), épisode Parcelle brillante/Sternstunde de Christian de Chalonge : la jeune femme
- 1978 : Madame le juge de Nadine Trintignant (série TV), épisode Un innocent : Monique
- 1978 : Les Héritiers (série TV), épisode Le Quincaillier de Meaux de Pierre Lary : Nathalie
- 1980 : Mona und Marylin (téléfilm) de Sven Severin
- 1981 : La Mise à nu (téléfilm) d'André Gazut : l'épouse de Julien
- 1981 : Caméra une première (série TV), épisode L'Étouffe grand-mère de Jean-Pierre Bastid : Carole
- 1983 : Le Cimetière des voitures (téléfilm) de Fernando Arrabal : Dila
- 1987 : L'Heure Simenon (série TV), épisode Le Temps d'Anaïs de Jacques Ertaud : Fernande Bauche
- 1988 : Haute Sécurité (téléfilm) de Jean-Pierre Bastid : Fabienne

### Réalisatrice
- 1974 : Babar Basses'mother (court métrage)
- 1981 : Neige, coréalisé avec Jean-Henri Roger
- 1982 : Cap Canaille, co-réalisé avec Jean-Henri Roger
- 1986 : Havre
- 1989 : Damia : concert en velours noir (documentaire)

## Théâtre
- 1969 : Off limits d'Arthur Adamov, mise en scène Gabriel Garran, théâtre de la Commune
- 1969 : La Tempête de William Shakespeare, mise en scène Michel Berto, Festival d'Avignon
- 1977 : La Vie singulière d'Albert Nobbs d'après George Moore, mise en scène Simone Benmussa, Théâtre d'Orsay
- 1985 : Les Nuits et les Jours de Pierre Laville, mise en scène Catherine Dasté et Daniel Berlioux, théâtre 14 Jean-Marie Serreau

## Publications
- La Fille aux talons d'argile, Le Castor Astral, 1982  (ISBN 2859200711 et 978-2859200718)

## Distinctions
- Festival de Cannes 1981 : Prix du jeune cinéma pour Neige